# Нювенгорн
Нювенгорн (нід. Nieuwenhoorn) — село в нідерландській провінції Південна Голландія. Входить до муніципалітету Ворне-ан-Зе.
Його площа — 1,16 км², а населення станом на 2021 рік становило 1295 осіб.
Перша згадка про населений пункт датується 1390 роком.
До 1960 року мало статус окремого муніципалітету.

## Галерея

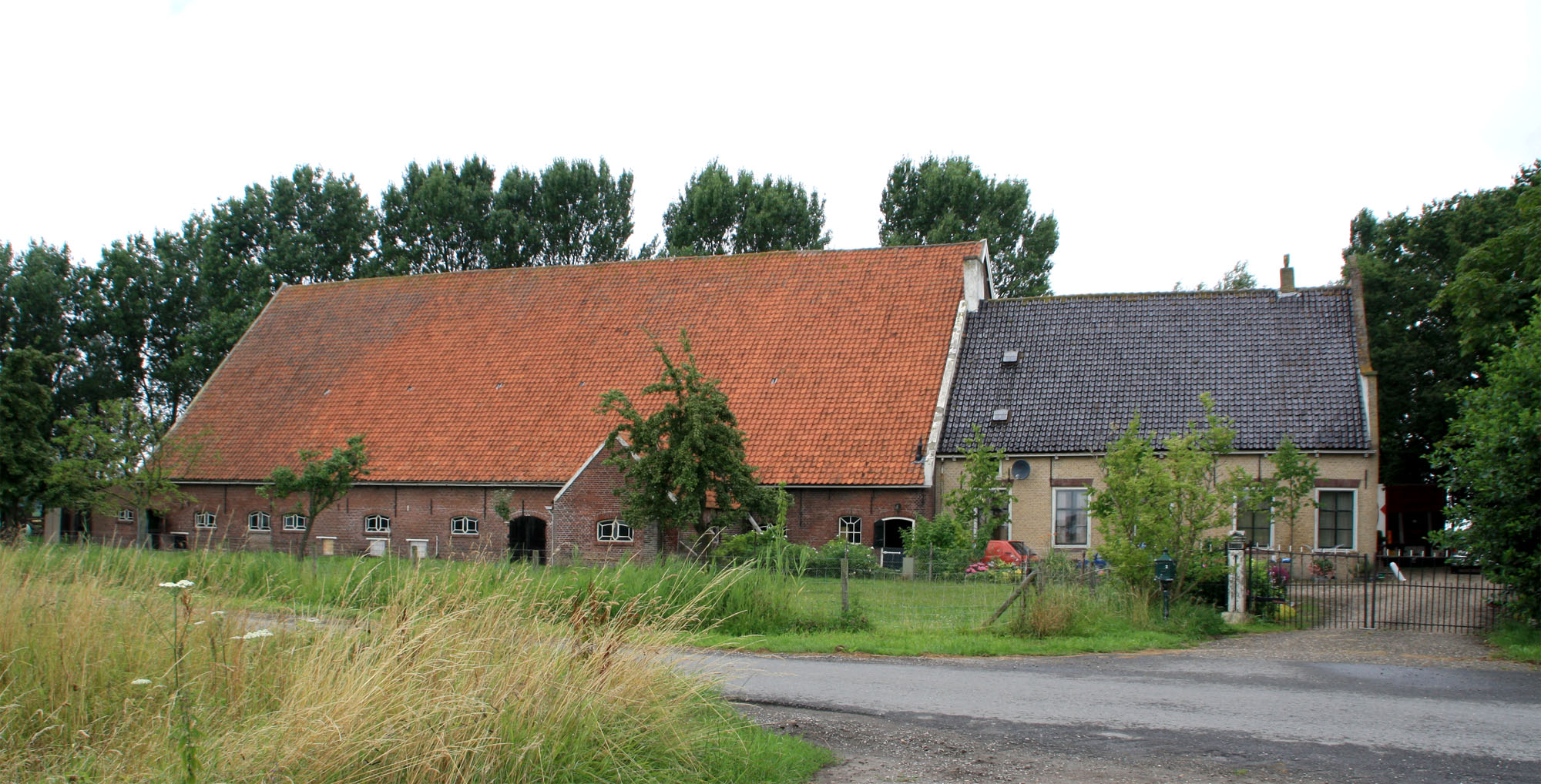
Ферма в Нювенгорні
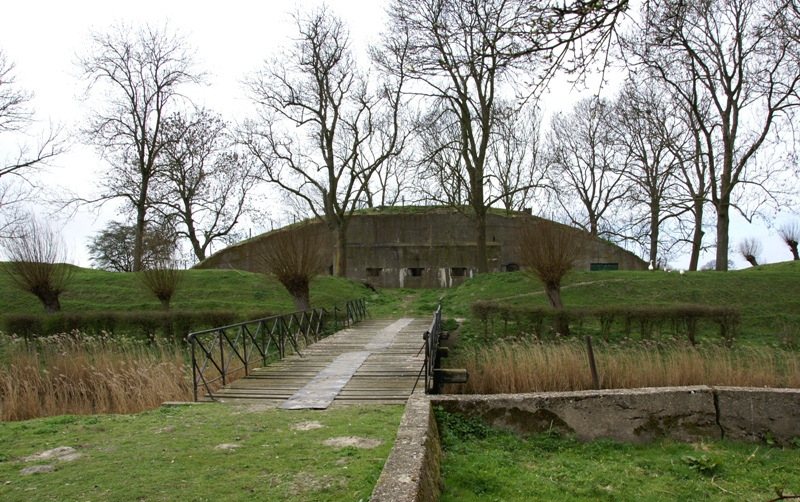
Форт Нювенгорн
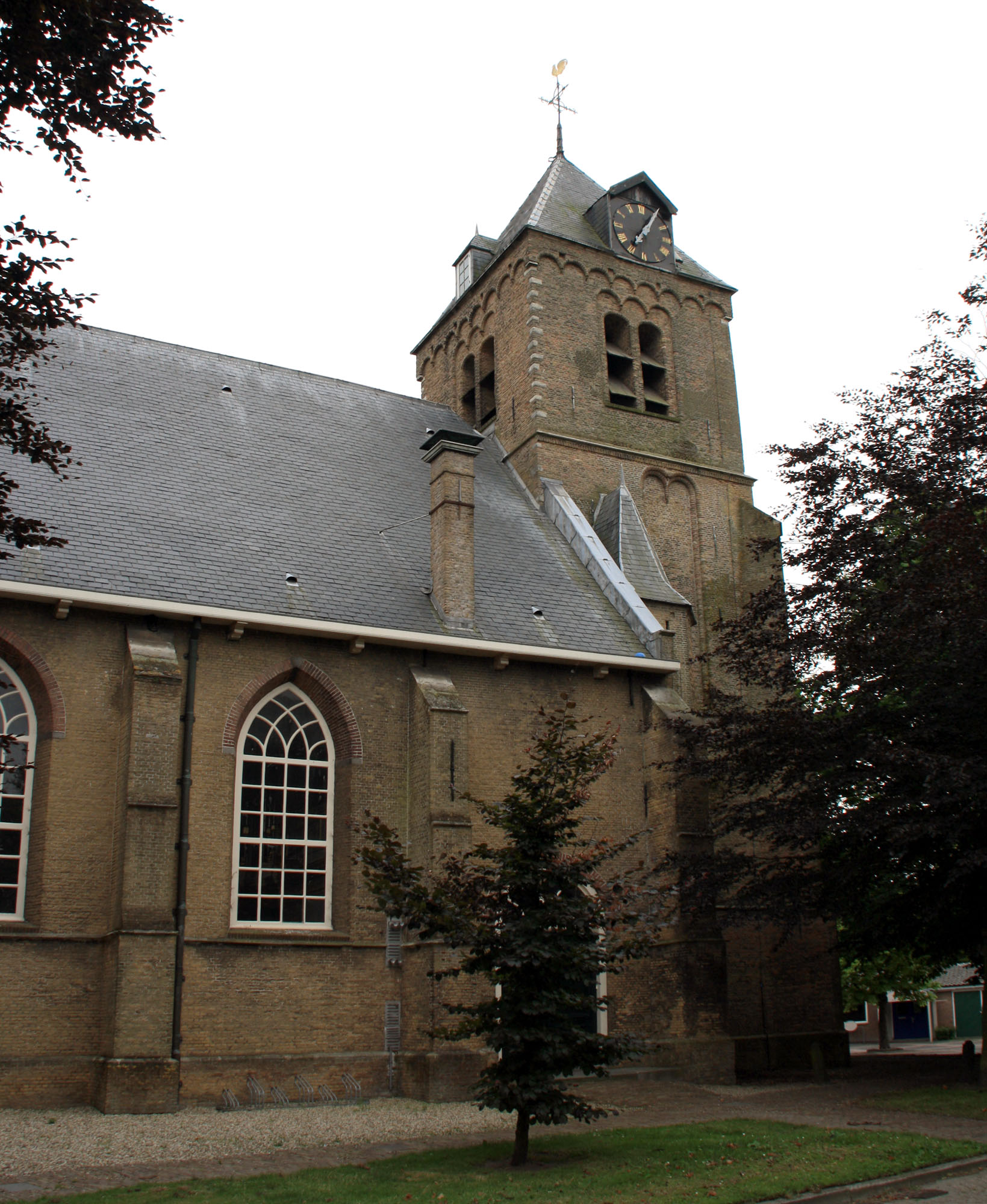
Реформістська церква
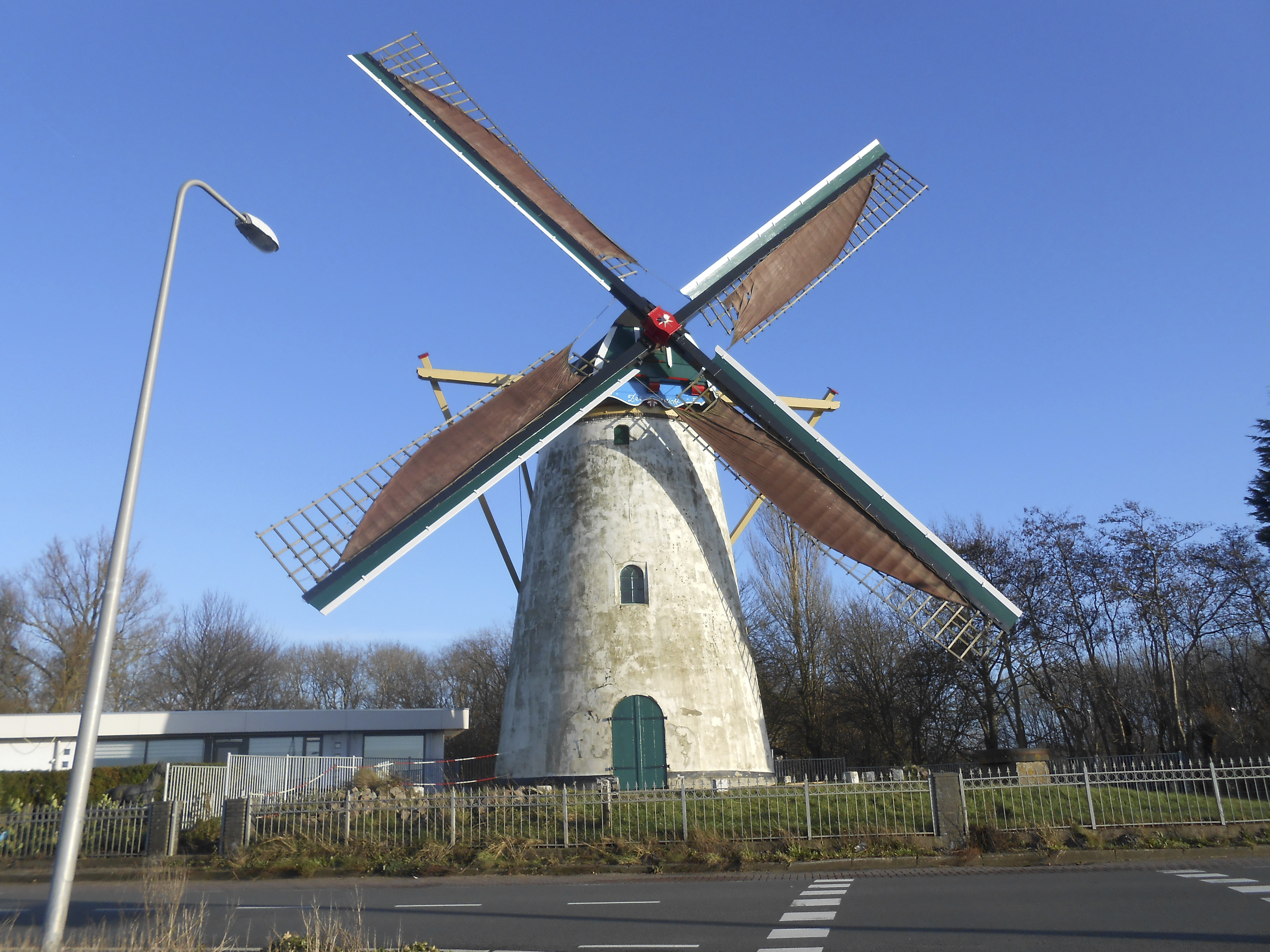
Вітряк Zeezicht